# Alfred Schmidtmeyer
Alfred Ferdinand Laurenz Schmidtmeyer (* 24. Februar 1882 in Pilsen; † 7. August 1937 in Bremen) war ein deutscher Pädagoge und Historiker.

## Biografie
Schmidtmeyer war der Sohn eines Bezirksschulrats. Er studierte an der Karls-Universität Prag, der Universität Wien sowie an der Höheren Forstlehranstalt in Mährisch Weißkirchen und promovierte. Er siedelte 1910 nach Bremen um und unterrichtet am Bremer Lehrerseminar an der Hamburger Straße. 1913 wurde er Oberlehrer für Mathematik an der Aufbauschule am gleichen Standort.
Im Ersten Weltkrieg diente er als Soldat. Sein Hobby war die bremische Kulturgeschichte. 1919 war er Mitbegründer der Bremer Volkshochschule. Er leitete eine Zeit lang den Verein für das Deutschtum im Ausland und schrieb 1936 eine Geschichte der Sudetendeutschen. Da er auf Grund seiner zunehmenden Schwerhörigkeit nicht mehr unterrichten konnte, arbeitete er beim Staatsarchiv Bremen. Hier schrieb er viele Abhandlungen zur bremischen Kulturgeschichte und er befasste sich mit den Urkunden und Amtsbüchern der Stadt. Von grundlegender Bedeutung wurden seine Werke über die bremischen Studenten an auswärtigen Universitäten und zur Akzise, eine städtische Steuer auf den Verbrauch.